# Raúl Damiani
Raúl Hernán Damiani (Roldán, Santa Fe, Argentina, 29 de abril de 1979) es un exfutbolista argentino. Jugaba como lateral derecho y su último equipo fue el Instituto Atlético Central Córdoba de la Primera B Nacional.

## Clubes
| Club                               | País      | Año         |
| ---------------------------------- | --------- | ----------- |
| Newell's Old Boys                  | Argentina | 1997 - 2002 |
| Independiente                      | Argentina | 2002 - 2003 |
| Libertad                           | Paraguay  | 2004 - 2007 |
| San Martín de San Juan             | Argentina | 2008 - 2010 |
| Instituto Atlético Central Córdoba | Argentina | 2010 - 2014 |

## Palmarés

### Campeonatos nacionales
| Torneo                       | Club          | País      | Año    |
| ---------------------------- | ------------- | --------- | ------ |
| Primera División             | Independiente | Argentina | A-2002 |
| Primera División de Paraguay | Club Libertad | Paraguay  | 2006   |
| Primera División de Paraguay | Club Libertad | Paraguay  | 2007   |